# Port lotniczy Iloilo
Port lotniczy Iloilo (IATA: ILO, ICAO: RPVI) – port lotniczy położony 19 km na północny zachód od miasto Iloilo, w prowincji Iloilo na Filipinach. Znajduje się na terenie pięciu barangay (sołectw) w mieście Cabatuan, a także w mieście Santa Barbara na jego drodze dojazdowej. Port lotniczy otwarto 14 lipca 2007 po 10 latach planowania i budowy. Zastąpił on stary port lotniczy na Mandurriao w centrum miasta, otwarty w 1937 roku.
Port lotniczy Iloilo jest lotnisko na pierwsze klasa (lotnisko wielkie krajowe) w system klasyfikacji lotnisk na Filipinach, chociaż ma połączenia międzynarodowa.  To jest największym portem lotniczym w regionu Western Visayas, i czwarty w całej Filipin.

## Linie lotnicze i połączenia
| Linia lotnicza      | Kierunek |
| ------------------- | --- |
| Cebgo               | 1. Cebu |
| Cebu Pacific        | 1. Bangkok-Don Muang (od 31 marca 2025) 2. Cagayan de Oro 3. Cebu 4. Clark 5. Davao 6. Dumaguete 7. General Santos 8. Hongkong 9. Legazpi 10. Manila 11. Puerto Princesa 12. Singapur 13. Tacloban 14. Tagbilaran 15. Zamboanga |
| PAL Express         | 1. Cebu 2. Manila |
| Philippines AirAsia | 1. Manila |
| Scoot               | 1. Singapur (od 14 kwietnia 2025) |